# 에덴 아자르
에덴 미카엘 월터 아자르(프랑스어: Eden Michael Hazard, 프랑스어 발음 [edɛn azaʁ], 1991년 1월 7일 ~ )는 벨기에의 은퇴한 축구 선수로, 과거 공격형 미드필더 또는 윙어로 활약했다.
아자르의 창조성과 스피드, 그리고 기술적 능력은 익히 알려져 있다. 아자르는 종종 "뛰어난 패서"(passer)로 묘사되며, 그의 플레이 스타일은 언론, 코치, 그리고 선수들로부터 발롱도르 수상자인 리오넬 메시나 크리스티아누 호날두에 비견될 정도로 비평가의 찬사를 받고 있다. 아자르는 종종 코치, 동료, 그리고 해설가들에 의해 세계 최고의 축구 선수 중 한 명으로 꼽히기도 했었다.
그러나 레알 마드리드로 이적 후 폼 저하, 많은 부상이 겹치며 기량이 하락하였고, 구단 역사상 최악의 영입이라는 평가를 받고 있다.

## 클럽 경력
벨기에의 지역 축구 팀인 로얄 스타드 브레노아와 튀비즈에서 축구 커리어를 시작했다. 2005년 프랑스의 리그 1 소속의 릴에 입단하였다. 2년 동안 클럽 아카데미 과정을 수료한 후, 2007년 11월 16살의 나이로 프로 축구 리그 데뷔전을 치렀다. 아자르는 190회의 출전을 기록하면서 뤼디 가르시아의 지휘 아래 릴의 핵심 선수로 자리매김하였고, 첫 풀 타임 시즌에 비 프랑스인으로는 처음으로 UNFP 올해의 영플레이어 상을 수상하였다. 2009-10 시즌에 다시 영플레이어 상을 수상했고, 최초로 영플레이어 상을 두 번 수상한 선수가 되었다. 또한 당해 UNFP 리그 1 올해의 팀에도 이름을 올렸다.
2010-11 시즌 릴 소속으로 리그와 컵을 동시에 석권하여 더블을 기록하였으며, 활약을 인정받아 UNFP 리그 1 올해의 선수에 역대 최연소로 선정되었으며, 구에린 스포르티보가 주관하는 브라보상 수상자로 선정되었다. 2012년 6월에 릴에서의 8년간의 커리어를 마치고 잉글랜드의 축구 클럽인 첼시에 입단하였다. 이적 후 첫 시즌에는 UEFA 유로파리그에서 우승하였고, 두 번째 시즌에는 PFA 올해의 영플레이어에 수상되는 영예를 안았다. 2014-15 시즌에는 팀의 리그 컵과 프리미어리그 우승에 일조하였고 이 활약으로 FWA 올해의 선수상과 PFA 올해의 선수상을 수상하였다. 2년 후인 2016-17 시즌에는 첼시에서의 두 번째 리그 우승을 달성하였다.
그리고, 2019년 5월 30일(한국 시간 새벽)에 있었던 유로파리그 결승에서 2골 1도움을 기록하여 아스날을 4-1로 누르고, 첼시를 6년 만에 유로파리그로 우승을 이끌어냈다.

### 레알 마드리드
2019년 6월 7일, 레알 마드리드로 이적했다.

#### 22-23 시즌
2023년 6월 4일, 레알 마드리드는 2023년 6월 30일에 아자르가 레알 마드리드와 체결했던 계약을 해지하고 팀을 떠나기로 아자르와 상호 합의를 맺었다고 발표했다. 아자르는 레알 마드리드에서 4시즌 동안 뛰면서 총 8개의 타이틀을 획득했다.

## 국가대표팀 경력
아자르는 U-17과 U-19, 그리고 벨기에 축구 국가대표팀 선수로, 줄곧 벨기에를 대표하는 선수로 뛰어왔다. 2008년 11월, 아자르는 17세의 나이로 룩셈부르크와의 친선 경기에서 국제 경기에 데뷔하였다. 데뷔한 지 약 3년 후인 2011년 10월에 카자흐스탄과의 경기에서 첫 번째 국제 대회 골을 기록하였다. 그는 첫 출전 이래 통산 78경기에 출전하였으며, 2014년 FIFA 월드컵과 UEFA 유로 2016에서 벨기에 축구 국가대표팀 선수로 활약했다.

## 경력 목록
- 2007년 UEFA U-17 챔피언십 국가대표
- 2007년 FIFA U-17 월드컵 국가대표
- 2014년 FIFA 월드컵 국가대표
- 2016년 UEFA 유로 국가대표
- 2018년 FIFA 월드컵 국가대표
- 2021년 UEFA 유로 국가대표
- 2022년 FIFA 월드컵 국가대표

## 출전 통계
| 구단          | 리그         | 시즌    | 리그 | 리그 | 리그컵 | 리그컵 | FA컵 | FA컵 | 대륙 | 대륙 | 기타 | 기타 | 합계 | 합계 |
| 구단          | 리그         | 시즌    | 출전 | 득점 | 출전   | 득점   | 출전 | 득점 | 출전 | 득점 | 출전 | 득점 | 출전 | 득점 |
| ------------- | ------------ | ------- | ---- | ---- | ------ | ------ | ---- | ---- | ---- | ---- | ---- | ---- | ---- | ---- |
| 릴 OSC        | 리그 1       | 2007-08 | 4    | 0    |        |        |      |      |      |      |      |      | 4    | 0    |
| 릴 OSC        | 리그 1       | 2008-09 | 30   | 4    | 1      | 0      | 4    | 2    |      |      |      |      | 35   | 6    |
| 릴 OSC        | 리그 1       | 2009-10 | 37   | 5    | 2      | 1      | 1    | 0    | 12   | 4    |      |      | 52   | 10   |
| 릴 OSC        | 리그 1       | 2010-11 | 38   | 7    | 2      | 2      | 5    | 3    | 9    | 0    |      |      | 54   | 12   |
| 릴 OSC        | 리그 1       | 2011-12 | 38   | 20   | 1      | 0      | 3    | 1    | 6    | 0    | 1    | 1    | 49   | 22   |
| 소계          | 소계         | 5시즌   | 147  | 36   | 6      | 3      | 13   | 6    | 27   | 4    | 1    | 1    | 194  | 50   |
| 첼시          | 프리미어리그 | 2012-13 | 34   | 9    | 5      | 2      | 6    | 1    | 13   | 1    | 4    | 0    | 62   | 13   |
| 첼시          | 프리미어리그 | 2013-14 | 35   | 14   | 1      | 0      | 3    | 0    | 9    | 2    | 1    | 1    | 49   | 17   |
| 첼시          | 프리미어리그 | 2014-15 | 38   | 14   | 6      | 2      | 1    | 0    | 7    | 3    |      |      | 52   | 19   |
| 첼시          | 프리미어리그 | 2015-16 | 31   | 4    | 1      | 0      | 2    | 2    | 8    | 0    | 1    | 0    | 43   | 6    |
| 첼시          | 프리미어리그 | 2016-17 | 36   | 16   | 3      | 0      | 4    | 1    |      |      |      |      | 43   | 17   |
| 첼시          | 프리미어리그 | 2017-18 | 34   | 12   | 4      | 1      | 5    | 1    | 8    | 3    |      |      | 51   | 17   |
| 첼시          | 프리미어리그 | 2018-19 | 37   | 16   | 5      | 3      | 2    | 0    | 8    | 2    |      |      | 52   | 21   |
| 소계          | 소계         | 7시즌   | 245  | 85   | 25     | 8      | 23   | 5    | 53   | 11   | 6    | 1    | 352  | 110  |
| 레알 마드리드 | 라리가       | 2019-20 | 16   | 1    |        |        |      |      | 6    | 0    |      |      | 22   | 1    |
| 레알 마드리드 | 라리가       | 2020-21 | 14   | 3    | 1      | 0      |      |      | 5    | 1    | 1    | 0    | 21   | 4    |
| 레알 마드리드 | 라리가       | 2021-22 | 18   | 0    | 2      | 1      |      |      | 3    | 0    |      |      | 23   | 1    |
| 레알 마드리드 | 라리가       | 2022-23 | 6    | 0    | 1      | 0      |      |      | 3    | 1    |      |      | 10   | 1    |
| 소계          | 소계         | 4시즌   | 54   | 4    | 4      | 1      | -    | -    | 17   | 2    | 1    | 0    | 76   | 7    |

## 수상 내역

#### 릴 OSC
- 리그 1 : 2010-11
- 쿠프 드 프랑스 : 2010-11

#### 첼시
- 프리미어리그 : 2014-15, 2016-17
- FA컵 : 2017-18
- EFL컵 : 2014-15
- UEFA 유로파리그 : 2012-13, 2018-19

#### 레알 마드리드
- 라리가 : 2019-20, 2021-22
- 국왕컵 : 2022-23
- 수페르코파 데 에스파냐 : 2021-22
- UEFA 챔피언스리그 : 2021-22
- UEFA 슈퍼컵 : 2022
- FIFA 클럽 월드컵 : 2022

#### 벨기에
- FIFA 월드컵 : 3위 (2018)
- UEFA 네이션스리그 : 준우승 (2020-21)

### 개인
- UNFP 리그 1 올해의 선수 : 2010-11, 2011-12
- UNFP 리그 1 올해의 영플레이어 : 2008-09, 2009-10
- UNFP 리그 1 올해의 팀 : 2009-10, 2010-11, 2011-12
- UNFP 이 달의 선수 4회
- PFA 올해의 선수 : 2014-15
- PFA 팬 선정 올해의 선수 : 2018-19
- PFA 올해의 영플레이어 : 2013-14
- PFA 올해의 팀 : 2012–13, 2013–14, 2014–15, 2016–17
- FWA 올해의 선수 : 2014-15
- 프리미어리그 올해의 선수[16] : 2014-15
- 프리미어리그 도움왕 : 2018-19
- 프리미어리그 이 달의 선수 2회
- 프리미어리그 이 달의 득점 2회
- FIFA/FIFPro 월드 베스트 XI : 2018, 2019
- UEFA 올해의 팀[17] : 2017, 2018
- UEFA 유로파리그 올해의 팀 : 2018-19
- UEFA 유로파리그 올해의 선수 : 2018-19
- ESM 올해의 팀 : 2014-15, 2018-19
- 벨기에 올해의 운동 선수 : 2018
- 벨기에 올해의 축구 선수 : 2017, 2018, 2019
- 벨기에 올해의 해외 선수 : 2017, 2018, 2019
- 첼시 올해의 선수 : 2013–14, 2014–15, 2016–17, 2018–19
- 첼시 올해의 골 : 2015–16, 2016–17, 2018–19
- IFFHS 올해의 팀 : 2018
- 브라보 상 : 2011

#### 국가 대표
- FIFA 월드컵 : 실버볼, 드림팀, 판타지팀 (이상 2018)[18]
- 2014년 FIFA 월드컵 MoM : vs. 러시아 (조별리그)
- UEFA 유로 2016 MoM : vs. 스웨덴 (조별리그), vs. 헝가리 (16강전)
- 2018년 FIFA 월드컵 MoM : vs. 튀니지 (조별리그), vs. 일본 (16강전), vs. 잉글랜드 (3, 4위전)

#### 발롱도르
- 2013 - 22
- 2015 - 8
- 2017 - 19
- 2018 - 8
- 2019 - 13

##### FIFA 올해의 선수[19]
- 2017 - 13
- 2018 - 7
- 2019 - 8

## 같이 보기
- A매치 100경기 이상 출전한 축구 선수 명단